# Las olimpiadas de la vida surrealista
Las olimpiadas de la vida surrealista (o The Surreal Life: Fame Games) fue un reality de VH1 Spin-Off de La vida Surrealista que contó con 10 celebridades de las 6 temporadas anteriores de La Vida surrealista para competir durante 10 semanas de pruebas que tuvieron lugar en Las Vegas.
El ganador se llevaría la suma de US $100,000 del sitio en línea de apuestas Golden Palace.net;  Robin Leach es el presentador.
En Las olimpiadas de la vida surrealista los participantes también compiten en un show de juegos a manera de round de eliminación llamado "Back to Reality" (De vuelta a la realidad) que envió a los 3 primeros perdedores a la "Lista B" que consistía en vivir en un ala menos lujosa de la mansión respecto a los otros jugadores que son llamados la "Lista A".  En las últimas semanas, cuando los equipos terminan de ser conformados, las dos listas compiten en equipos y la lista perdedora debe enviar a 3 de sus miembros a "Back to Reality" para eliminar a una persona definitivamente de la competencia.
Entre algunos momentos memorables del show encontramos las continuas peleas de Vanilla Ice con sus compañeros, la llegada de Verne Troyer al show después de que Jordan Knoght tuviera que abandonar el show debido a problemas personales y la "sospechosa" relación entre Chyna Doll y Brigitte Nielsen.
Verne Troyer tendría la oportunidad de reconciliarse con su compañera de temporada en La vida Surrealista  Joanie "Chyna Doll" Laurer.  Durante la semifinal Vanilla Ice discutiría con Ron Jeremy con quien hasta entonces había mantenido una cercana amistad ya que este último voto en su contra haciendo que fuera eliminado de la competencia.  En un ataque de ira dijo antes de irse que no volvería a hablar con él.

## Participantes
Presentador: Robin Leach
10.º Lugar: Brigitte Nielsen
9.º Lugar: C.C. DeVille
8.º Lugar: Emmanuel Lewis
7.º Lugar:  Joanie "Chyna" Laurer
6.º Lugar: Andrea Lowell
5.º Lugar: Verne Troyer
Finalistas:
4.º lugar:  Rob "Vanilla Ice" Van Winkle
3.er Lugar: Pepa
2.º Lugar: Ron Jeremy
1.er Lugar: (Ganador) Traci Bingham

## Episodios
- Primer episodio: Bienvenidos a la Isla de las Celebridades

Fecha de lanzamiento en Estados Unidos: 8 de enero de 2007
Reto: Firma de Autógrafos por las celebridades:
- Personas al asar entre la audiencia fueron seleccionadas para escoger con cual estrella les gustaría tomarse una foto.  Las tres celebridades con el menor número de fanes irían "De Vuelta a la Realidad".
Ganador: Rob Van Winkle (Vanilla Ice)
Participantes en Back to Reality (De Vuelta a la Realidad): Chyna Doll, Verne Troyer y Andrea Lowell
Perdedores de la prueba en Back to Reality: Chyna Doll y Verne Troyer (enviados a la Lista B)
- Segundo episodio: Sexo, Tamaño y Videocinta

Fecha de lanzamiento en Estados Unidos: 15 de enero de 2007
Reto: Video escandaloso:
- Equipos de dos tenían que hacer un video escandaloso con duración de no más de 30 segundos y con la posibilidad de ser ayudados por un integrante de la "Lista B".  El grupo ganador escogía las próximas tres celebridades que jugarían Back to Reality.
Ganador: Rob Van Winkle y Andrea Lowell, con Verne Troyer
Participantes en Back to Reality:  Emmanuel Lewis, Traci Bingham, Brigitte Nielsen
Perdedores de la prueba en Back to Reality: Traci Bingham y Brigitte Nielsen (Enviados a la Lista B)
- Tercer episodio: Abajo y Fuera en la Lista B

Fecha de lanzamiento en Estados Unidos: 22 de enero de 2007
Reto: "Desafió en pantalla verde"
Cada equipo recibió un guion para memorizar y actuar frente a una pantalla verde.  Las tres celebridades que hicieran el peor trabajo actuando irían "De Vuelta a la Realidad".
Ganador: Rob Van Winkle
Participantes en Back to Reality: C.C. Deville, Ron Jeremy, Emmanuel Lewis
Perdedor de la prueba en Back to Reality: Emmanuel Lewis(Enviado a la Lista B)
- Cuarto episodio: El síndrome de Chyna Doll

Fecha de lanzamiento en Estados Unidos: 29 de enero de 2007
Reto: "Desafío de basura en un hotel"
Ambos equipos tenían un "cuarto de hotel" idéntico para destruir.  Cualquier equipo que destruyera más su cuarto de hotel ganaba el reto.  El equipo perdedor enviaría tres jugadores a Back to Reality.
Ganador: Lista A
Participantes en Back to Reality: Chyna Doll, Brigitte Nielsen, Verne Troyer
Perdedor de la prueba en Back to Reality: Verne Troyer (Originalmente hubiera sido el eliminado del show, pero Brigitte Nielsen se ofreció como eliminada)
- Quinto episodio: V de variedad

Fecha de lanzamiento en Estados Unidos: 11 de febrero de 2007
Reto: "Desafío de Show de variedades"- Ambos equipos tenían que poner un show de variedades en vivo para una audiencia.  El equipo que obtuviera el aplauso más fuerte ganaba el reto.  El equipo perdedor envía tres jugadores de vuelta a Back to Reality.
Ganador: Lista B
Participantes en Back to Reality: Ron Jeremy, Pepa Denton, CC Deville
Perdedor de la prueba en Back to Reality: CC Deville (Eliminado)
- Sexto episodio: Mujer bonita

Fecha de lanzamiento en Estados Unidos: 18 de febrero de 2007
Reto: "Reto de las prostitutas"-  Cada equipo tenía que seleccionar entre un gran grupo de prostitutas y bailarinas de club solo 15 chicas.  Cualquier equipo que tuviera el menor número de prostitutas entre sus quince escogidas ganaba.  Tres miembros del equipo perdedor serían mandados a Back to Reality.
Ganador: Lista A (Nota: Después del Back to Reality los concursantes de la Lista B pasaban a ser parte de la Lista A formando un único grupo)
Participantes en Back to Reality: Emmanuel Lewis, Verne Troyer, Chyna Doll
Perdedor de la prueba en Back to Reality: Emmanuel Lewis (Eliminado)
- Séptimo episodio: Marca M para Mamá

Fecha de lanzamiento en Estados Unidos: 4 de marzo de 2007
Reto: "Teletón de La Vida Surrealista"- Cada celebridad tiene que llamar por teléfono a tantos famosos como conociera.  Entre las celebridades llamadas, 50 eran seleccionadas en el "Top 50".  Los jugadores recibían puntos basados en si los que llamaron hacían parte del Top 50 de la lista.  La persona con el menor número de puntos era instantáneamente eliminada.
Ganador del Teletón: Rob Van Winkle
Perdedora del Teletón: Chyna Doll (Eliminada) (Nota: De haberse cumplido las reglas Andrea Lowell hubiese sido eliminada pero convenció llorando a la juez del reto, Kennedy en poner a uno de los famosos que llamó en un rango más alto del Top 50 haciendo que tuviese más puntos que Chyna Doll eliminándola de la competencia)
- Séptimo episodio: Peeping Toms

Fecha de lanzamiento en Estados Unidos: 11 de marzo de 2007
Reto: "Reto Paparazzi"- Los equipos eran enviados a un Resort para un día de relajación, sin embargo, había "paparazzi" ocultos en el Resort tomándoles fotografías embarazosas. Las 3 personas con las "peores" fotografías iban a Back to Reality
Ganador: Verne Troyer
Participantes en Back to Reality: Ron Jeremy, Andrea Lowell, Rob Van Winkle
Perdedora de la prueba de Back to Reality: Andrea Lowell (Eliminada)
- Octavo episodio: Cinco piezas escurridizas

Fecha de lanzamiento en Estados Unidos: 18 de marzo de 2007
Reto: "Desafío de Fans de La Vida Surrealista"- Los concursantes en juego estaban atados con uno de sus fanes.  En cualquier caso, deberían permanecer atados sin importar nada ya que separarse se activaría una alarma lo que implicaba la eliminación de la prueba.
Ganadores: Ron Jeremy, Rob Van Winkle
Participantes en Back to Reality: Pepa, Verne Troyer, Traci Bingham
Perdedor en la prueba de Back to reality: Verne Troyer (Eliminado)
- Noveno episodio: "La Tormenta Ice Ice" (referencia a Vanilla Ice, Rob Van Winkle) - Episodio final

Fecha de lanzamiento en Estados Unidos: 25 de marzo de 2007
Reto: Hacer un comercial para GoldenPalace.net
Ganadora: Traci Bingham
Participantes de Back to Reality # 1(Los competidores debían votar por quien debería salir del juego.  Quien obtuviera la mayoría de votos era eliminado): Ron Jeremy, Pepa, Rob Van Winkle
Perdedor en la prueba de Back to Reality: Rob Van Winkle (Eliminado)
Participantes Back to Reality # 2: Ron Jeremy y Pepa
Perdedora en la prueba de Back to Reality: Pepa (Eliminada)
-
Reto Final: Tracy Bingham y Ron Jeremy
Reto: Los concursantes recibían una ronda de preguntas acerca de su comportamiento como celebridad hechas por la Estrella invitada Katty Griffin, el que respondiera con la mentalidad de una celebridad de la Lista A ganaba el reto.
Segundo lugar: Ron Jeremy
Ganadora del propio de Goldenpalace.net por $100,000: Tracy Bingham
- Datos: Q5665242